# Ruta de Sant Cristòfol

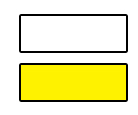
Marca de Sender de Petit Recorregut

La Ruta de Sant Cristòfol (  PR-CV 202  ), és un sender circular que surt de Sant Mateu per a endinsar-se per la part nord de la serra de la Vall d'Àngel, passant per les ermites de Sant Cristòfol i de la Mare de Déu dels Àngels, i cloent a Sant Mateu. Comparteix una petita part del camí, a l'inici del recorregut, amb el   PR-CV 201 .

## Característiques
Durada: 3:20 hores
Distància: 14,545 km
Comarques: Baix Maestrat
Dificultat: Baixa-Mitjana

## Descripció de l'itinerari
| Temps Totals | Distàncies Totals | Itinerari |
| ------------ | ----------------- | --- |
| 0:00 h       | 0,000 km          | Sortim de Sant Mateu, des del final de l'avinguda dels Àngels, on abans hi havia un panell informatiu, seguint recte cap a l'ermita de la Mare de Déu dels Àngels, creuant per sota de la CV-10.                                                         |
| 0:15 h       | 1,100 km          | Creuant el riu Benifarquell, un pal del PR ens indica seguir pel camí de la dreta, i a uns 30 m girem a l'esquerra per agafar un sender ascendent que ens porta cap a l'ermita de Sant Cristòfol.                                                        |
| 0:42 h       | 2,600 km          | Arribem a un pista forestal,i girem cap a l'esquerra. |
| 0:47 h       | 2,975 km          | Arribem a l'ermita de Sant Cristòfol. |
| 0:55 h       | 3,680 km          | Des de l'ermita de Sant Cristòfol, reculem per la pista forestal, i passant pel punt on haviem entrat a la pista, seguim la pista fins a arribar a un encreuament de camins, on es troba altre pal del PR, i girem a la dreta cap a la Pedrera del Gros. |
| 1:11 h       | 4,810 km          | Arribem a la Pedrera del Gros, on trobem altre pal indicador del PR, i vorejant-la per l'esquerra, pugem a les Bassetes, on trobem un pinacle de pedres. Girem a l'esquerra i seguim recte per la senda que ens conduirà a la Bastida.                   |
| 1:30 h       | 5,710 km          | Arribem al pic de la Bastida, i comencem una forta però curta baixada entre roques fins a un pla on es troba el pal indicador del PR, i seguim per una pista que comença aquí.                                                                           |
| 1:40 h       | 6,495 km          | Arribem a un encreuament, on hem de girar a l'esquerra per començar el descens cap al pla dels Traïdors. |
| 2:07 h       | 8,745 km          | Arribem al pla dels Traïdors, i en un encreuament girem a la dreta en direcció a les Deveses, com indica el pal del PR. |
| 2:18 h       | 9,695 km          | Arribem a les Deveses. Girem a l'esquerra cap a l'ermita de la Mare de Déu dels Àngels |
| 2:39 h       | 11,695 km         | Arribem a un encreuament, on seguim el camí per la dreta, deixant a l'esquerra el camí que ens portaria directament a l'ermita de Sant Cristòfol. |
| 2:44 h       | 11,895 km         | Arribem a un encreuament on continuem el descens pel costat dret d'un pinar cap a l'ermita de la Mare de Déu dels Àngels, seguim per una senda enllosada que forma el Via Crucis, i enllacem amb el camí asfaltat de l'ermita, i seguim baixant.         |
| 3:01 h       | 13,445 km         | Arribem al pont sobre el riu Benifarquell i continuem pel camí asfaltat fins Sant Mateu. |
| 3:20 h       | 14,545 km         | Arribem a Sant Mateu. |